# اسحاق سده
اسحاق سده (عبری: יצחק שדה‎؛ ۱۰ اوت ۱۸۹۰ – ۲۰ اوت ۱۹۵۲) فرمانده نظامی اهل اسرائیل بود. وی فرمانده پالماخ و یکی از بنیانگذاران نیروهای دفاعی اسرائیل در زمان تأسیس کشور اسرائیل بود.
وقتی جنگ جهانی اول آغاز شد، او به ارتش امپراتوری روسیه پیوست. وی در چندین عملیات حضور فعال داشت و به خاطر شجاعتش در طول جنگ، نشان شجاعت دریافت کرد. در سال ۱۹۱۷، او با جوزف ترومپلدور آشنا شد و بین سال‌های ۱۹۱۷ تا ۱۹۱۹ به او در تأسیس جنبش ههالوتز ("پیشگام") کمک کرد. در سال ۱۹۲۰، ساده به فلسطین نقل مکان کرد، جایی که او یکی از بنیانگذاران و رهبران گدود هاآوودا ("گردان کار") شد.
در سال ۱۹۲۱، ساده فرمانده هاگانا در اورشلیم بود. در طول شورش‌های ۱۹۲۹، او در نبرد دفاع از جامعه یهودی در حیفا شرکت کرد. هنگامی که شورش اعراب در فلسطین در سال‌های ۱۹۳۶-۱۹۳۹ آغاز شد، ساده، سازمان نودت ("نیروی سرگردان" یا "واحد گشت") را در اورشلیم تأسیس کرد که با اعراب در روستاها و پایگاه‌هایشان مقابله می‌کرد. او از سربازانش خواست که "دفاع را ترک کنند" و عملیات نظامی را آغاز کنند.
در تابستان ۱۹۳۷، او به عنوان فرمانده پلیس شهرک‌های یهودی‌نشین، پوش، شاخه کماندویی هاگانا را تأسیس کرد. این یگان یک نیروی ضربت نخبه بود که اعضای آن توسط ساده انتخاب شده بودند.
وی فرماندهی تأسیس کیبوتص هانیتا را در تپه‌ای دورافتاده در مرز جنوبی لبنان بر عهده داشت. در سال ۱۹۴۱، او در تأسیس پالماخ (به معنای «گروه‌های ضربت»)، نیروهای نظامی داوطلب هاگانا، نقش مهمی داشت. هدف این واحد مخفی نخبه، آماده شدن برای انجام یک جنگ چریکی در صورت ورود قدرت‌های محور به فلسطین بود. در طول «۲۰۰ روز وحشت»، ساده روی طرح کارمل کار می‌کرد، که یک استراتژی دقیق برای عقب‌نشینی کل جامعه یهودی در فلسطین به کوه کارمل بود که یک منطقه بزرگ برای مقاومت در برابر مهاجمان تشکیل می‌داد.
او تا سال ۱۹۴۵ فرمانده پالماخ بود زمانی که به عنوان رئیس ستاد کل هاگانا منصوب شد، و در میان سایر فعالیت‌ها، مسئول عملیات جنبش علیه نیروهای بریتانیایی در طول سال‌های باقی‌مانده از قیمومیت بریتانیا بر فلسطین و در عملیات‌های علیا بت، که مهاجران یهودی مخفی را به کشور می‌آورد، بود. او همچنین در تأسیس برنامه پیش از نظامی گادنا در سال ۱۹۴۱ نقش مهمی داشت و اولین فرمانده غیررسمی آن بود.